# East End (Arkansas)
East End es un lugar designado por el censo ubicado en el condado de Saline en el estado estadounidense de Arkansas. En el Censo de 2010 tenía una población de 6998 habitantes y una densidad poblacional de 133,27 personas por km².

## Geografía
East End se encuentra ubicado en las coordenadas 34°33′16″N 92°19′39″O / 34.55444, -92.32750. Según la Oficina del Censo de los Estados Unidos, East End tiene una superficie total de 52.51 km², de la cual 51.95 km² corresponden a tierra firme y (1.07%) 0.56 km² es agua.

## Demografía
Según el censo de 2010, había 6998 personas residiendo en East End. La densidad de población era de 133,27 hab./km². De los 6998 habitantes, East End estaba compuesto por el 91.84% blancos, el 2.37% eran afroamericanos, el 0.71% eran amerindios, el 1.97% eran asiáticos, el 0% eran isleños del Pacífico, el 1.34% eran de otras razas y el 1.76% pertenecían a dos o más razas. Del total de la población el 2.64% eran hispanos o latinos de cualquier raza.